# Maysa Leak
Maysa Leak (* 17. August 1966 in Baltimore, Maryland) ist eine amerikanische Soul-, R&B- und Jazzsängerin, die hauptsächlich als Maysa bekannt ist.

## Biografie
Leak wuchs in ihrer Geburtsstadt Baltimore auf. Bereits im Alter von sechs Jahren hatte sie den Wunsch, Sängerin zu werden. Während ihrer Grundschul- und Highschoolzeit beteiligte sie sich an Chor- und Musiktheaterproduktionen. Sie besuchte die Morgan State University und begann während des Studiums damit, eigene Stücke zu schreiben und aufzunehmen.
Beim jährlich stattfindenden „Billie Holiday Vocal Jazz Contest“ ihrer Heimatstadt belegte Leak den zweiten Platz. Außerdem arbeitete sie in Stevie Wonders Gesangsgruppe Wonderlove mit, wurde aber erst nach ihrem Abschluss der Morgan State Mitglied und zog mit der Gruppe nach North Hollywood, um 1991 bei Wonders Aufnahmen für den Jungle-Fever-Soundtrack mitzuwirken. Im Rahmen der Promotion des Films nahm sie auch an Live- und Fernsehauftritten teil. Um Geld zu verdienen, sang sie an ihren freien Tagen Jingles ein und arbeitete in lokalen Plattenläden.
Im selben Jahr stellte der Freund und Produzent Steve Harvey den Kontakt zu Jean-Paul Maunick, dem Leader der britischen Band Incognito, her. Daraufhin zog Leak 1992 nach London und wirkte an den Aufnahmen zum Incognoto-Album Tribes Vibes and Scribes mit, auf dem sich der Hit Don’t You Worry ’Bout a Thing befindet. Auch an den Aufnahmen zum 1993er Album der Formation, Positivity, arbeitete sie mit, ging dann aber zurück nach Baltimore, um ihr erstes Soloalbum Maysa aufzunehmen. Die Platte platzierte sich, ebenso wie die Auskopplungen What About Our Love? (1995) und Sexy (1996), in den amerikanischen Billboard R&B-Charts.
1996 kehrte sie zu Incognito zurück und sang auf dem Album Beneath the Surface, aber auch für die Neo-Blues-Band Grainger auf deren Album Phase 1, sowie für Rick Braun, Rachel Z und die Jazzfunkband Pieces of a Dream. 1999 folgte das Incognito-Album No Time Like the Future. In den Jahren 2000 bis 2015 war Leak sehr produktiv und veröffentlichte insgesamt 11 Studioalben, von denen sich neun in den US-R&B-Charts platzieren konnten, darunter All My Life (2000), Out of the Blue (2002) und Smooth Sailing (2004). Auf diesen Platten sind Einflüsse von R&B, Deep House und Crossover-Jazz sowie Coverversionen einiger Hits von Sly & the Family Stone, Gil Scott-Heron und Earth, Wind and Fire zu hören.
2006 schloss Leak einen Vertrag mit dem Label Shanachie Records. Auf den dort erschienenen Alben Sweet Classic Soul (2006) und Feel the Fire (2007) sind Coverversionen von The Stylistics, Luther Vandross, The Commodores und Evelyn King enthalten. Es folgten Metamorphosis (2008), A Woman in Love (2010) und Motions of Love (2011) mit hauptsächlich neuen Songs aus der Feder langjähriger Kollegen, wie Rex Rideout, Will Downing, Ledisi und Chris Davis. Blue Velvet Soul (2013) hält Leak für ihr bisher bestes Album.
2014 erschien A Very Maysa Christmas, das bisher einzige Weihnachtsalbum Leaks. 2015 folgte Back 2 Love, woran Phil Perry und Mint Conditions Stokley Williams mitwirkten. Für das im Mai 2017 veröffentlichte Album Love Is a Battlefield sang sie unter anderem Coverversionen von The Isley Brothers, Luther Vandross, Natalie Cole und Pat Benatar ein. Im März 2023 verausgabte die Künstlerin ihr erstes Album auf dem von ihr fünf Jahre zuvor gegründeten eigenen Musiklabel Blue Velvet Soul Records. Das Music for your Soul betitelte und 19 Titel umfassende Werk enthält auch eine erneute Zusammenarbeit mit Kirk Whalum.

## Diskografie

### Alben
| Jahr | Titel Musiklabel                             | Höchstplatzierung, Gesamtwochen, AuszeichnungChartplatzierungen (Jahr, Titel, Musiklabel, Platzierungen, Wochen, Auszeichnungen, Anmerkungen) | Höchstplatzierung, Gesamtwochen, AuszeichnungChartplatzierungen (Jahr, Titel, Musiklabel, Platzierungen, Wochen, Auszeichnungen, Anmerkungen) | Höchstplatzierung, Gesamtwochen, AuszeichnungChartplatzierungen (Jahr, Titel, Musiklabel, Platzierungen, Wochen, Auszeichnungen, Anmerkungen) | Anmerkungen                                                                                     |
| Jahr | Titel Musiklabel                             | US | R&B | Jazz | Anmerkungen                                                                                     |
| ---- | -------------------------------------------- | --- | --- | --- | ----------------------------------------------------------------------------------------------- |
| 1995 | Maysa Blue Thumb 7001                        | — | R&B64 (4 Wo.)R&B | — | Erstveröffentlichung: 29. August 1995 Produzenten: Barry Eastmond, Ray Hayden, Richard Bull     |
| 2000 | All My Life Rice 4209                        | — | R&B88 (2 Wo.)R&B | Jazz11 (28 Wo.)Jazz | Erstveröffentlichung: 21. März 2000 Executive Producer: Jean-Paul Maunick, Stephen King         |
| 2002 | Out of the Blue N-Coded Music 4233           | — | — | Jazz10 (39 Wo.)Jazz | Erstveröffentlichung: 15. März 2002 Produzent: Rex Rideout                                      |
| 2004 | Smooth Sailing N-Coded Music 4251            | — | R&B61 (4 Wo.)R&B | Jazz15 (20 Wo.)Jazz | Erstveröffentlichung: 21. Juli 2004 Executive Producer: Adam Levy, Maysa Leak, Rex Rideout      |
| 2006 | Sweet Classic Soul Shanachie 5136            | — | R&B48 (6 Wo.)R&B | — | Erstveröffentlichung: 21. Februar 2006 Produzenten: Chris Davis, Maysa                          |
| 2007 | Feel the Fire Shanachie 5151                 | — | R&B30 (5 Wo.)R&B | — | Erstveröffentlichung: 22. Mai 2007 Produzenten: Chris Davis, Maysa                              |
| 2008 | Metamorphosis Shanachie 5167                 | US176 (1 Wo.)US | R&B13 (7 Wo.)R&B | Jazz3 (26 Wo.)Jazz | Erstveröffentlichung: 14. Oktober 2008 Produzenten: Maysa Leak, Lorenzo Johnson                 |
| 2010 | A Woman in Love Shanachie 5181               | — | R&B70 (6 Wo.)R&B | Jazz7 (28 Wo.)Jazz | Erstveröffentlichung: 26. Januar 2010 Produzenten: Chris Davis, Maysa Leak, John Jones          |
| 2011 | The Very Best of Maysa N-Coded Music         | — | — | Jazz43 (1 Wo.)Jazz | Erstveröffentlichung: 29. März 2011 Kompilation                                                 |
| 2011 | Motions of Love Shanachie 5191               | — | R&B41 (1 Wo.)R&B | Jazz5 (15 Wo.)Jazz | Erstveröffentlichung: 8. November 2011 Produzenten: Chris Davis, Maysa Leak, Charles Baldwin    |
| 2013 | Blue Velvet Soul Shanachie 5406              | — | R&B32 (7 Wo.)R&B | Jazz5 (41 Wo.)Jazz | Erstveröffentlichung: 18. Juni 2013 Produzenten: Jean-Paul Maunick, Maysa Leak, Lorenzo Johnson |
| 2014 | A Very Maysa Christmas Shanachie 5422        | — | — | Jazz20 (7 Wo.)Jazz | Erstveröffentlichung: 28. Oktober 2014 Produzenten: Chris „Big Dog“ Davis, Maysa Leak           |
| 2015 | Back 2 Love Shanachie 5434                   | — | R&B21 (1 Wo.)R&B | Jazz9 (14 Wo.)Jazz | Erstveröffentlichung: 26. Mai 2015 Produzenten: Chris Davis, Maysa Leak, Lorenzo Johnson        |
| 2017 | Love Is a Battlefield Shanachie              | — | — | Jazz3 (18 Wo.)Jazz | Erstveröffentlichung: 16. Mai 2017 Produzent: Chris Davis                                       |
| 2023 | Music for your Soul Blue Velvet Soul Records | — | — | — | Erstveröffentlichung: 31. März 2023                                                             |

### Singles
| Jahr | Titel Album                | Höchstplatzierung, Gesamtwochen, AuszeichnungChartsChartplatzierungen (Jahr, Titel, Album, Platzierungen, Wochen, Auszeichnungen, Anmerkungen) | Anmerkungen |
| Jahr | Titel Album                | R&B | Anmerkungen |
| ---- | -------------------------- | --- | --- |
| 1995 | What About Our Love? Maysa | R&B51 (13 Wo.)R&B | Erstveröffentlichung: August 1995 Saxophon: Patrick Clahar Autoren: Byron Stingily, Phillip Temple, Rex Rideout     |
| 1996 | Sexy Maysa                 | R&B83 (9 Wo.)R&B | Erstveröffentlichung: Januar 1996 Backing Vocals: Siedah Garrett Autoren: Robbie Nevil, Siedah Garrett, Steve Dubin |

Weitere Singles
- 2000: The Bottle
- 2002: Family Affair (feat. Jazoulster)
- 2002: Simple Life (Promo)
- 2006: Runnin’ (VÖ: 27. Mai)
- 2006: I’m Changing (Cafe Soul All Stars feat. Maysa)
- 2014: Forever (als Marcell & Maysa, mit Marcell Russell; VÖ: 29. August)